# Felix Bommer
Felix Bommer (* 1964) ist ein Schweizer Rechtswissenschaftler.

## Leben
Von 1984 bis 1989 studierte er Rechtswissenschaft an der Universität Bern (Lic. iur.). Nach der Promotion 1995 zum Dr. iur. war er ab 2005 ordentlicher Professor für Strafrecht, Strafprozessrecht und Internationales Strafrecht an der Universität Luzern. Seit 2018 ist er ordentlicher Professor für Strafrecht, Strafprozessrecht und Internationales Strafrecht an der Universität Zürich.

## Schriften (Auswahl)
- Grenzen des strafrechtlichen Vermögensschutzes bei rechts- und sittenwidrigen Geschäften. Bern 1996, ISBN 3-7272-0217-3.
- Offensive Verletztenrechte im Strafprozess. Bern 2006, ISBN 3-7272-9168-0.
- mit Guido Jenny und Günter Stratenwerth: Schweizerisches Strafrecht, Besonderer Teil I: Straftaten gegen Individualinteressen. Bern 2010, ISBN 978-3-7272-8658-2.
- mit Günter Stratenwerth: Schweizerisches Strafrecht, Besonderer Teil II: Straftaten gegen Gemeininteressen. Bern 2013, ISBN 978-3-7272-8684-1.